# 高智群
高智群（1958年8月20日—），中国历史学家、文字学家、书法家、画家，复旦大学教授。

## 生平
1958年出生于福建漳州市，其父为福建著名金石学家。1977年恢复高考后，考入复旦大学历史系，1982年以优异成绩录取为中国史学大家杨宽先生研究生，为其关门弟子，专攻中国上古史。后又经导师特别推荐，赴吉林大学师从著名古文字学家于省吾、姚孝遂、林沄等先生治古文字学，学业上亦深得裘锡圭先生教诲。本科与研究生期间，入著名学者和书法大师王蘧常先生门下，治古代经典。研究生毕业以后留校任教，从事教学和研究工作，先后开设中国通史、上古史、文化史，古文字学系列、先秦文献等十余门课程，屡获上海市与复旦教学奖。现为复旦大学教授，韩国高丽大学客座教授，数次赴日本、韩国、欧洲著名大学讲学。 治学严谨扎实，善于将古史、古文献、古文字学、考古和人类学多种学科相结合。

## 著作
撰有《尚书史证》、《说文探古》等。其有关古代礼制系列论文，获礼学大家钱玄高度赞誉。

## 书画成果
治学之余，喜好墨翰，求学期间，即遍访江浙名家如谢稚柳、朱屺瞻、陆俨少、诸乐三、陆抑非、沙孟海、陆维钊、沈柔坚等先生，多受教益，书画艺事，尤得谢稚柳与王蘧常两位大师指点亲授。中辍20余载后，近年重拾画笔，治学余暇致力于书画研习。工篆隶，篆书习《石鼓文》、秦刻石、青铜器铭文；隶书取法《张迁碑》、《华山碑》、《石门颂》与秦汉简牍，朴茂俊朗。擅长写意花鸟，宗海上画派吴昌硕诸家，画面饱满生动，笔墨沉雄苍厚、设色古艳清丽，初出手即不同凡响，获得专业行家和收藏家一致认可，作品拍卖成绩不俗。假以时日，以其阅历学养和天赋勤奋，艺术上将有很大上升空间。 

## 书画作品
- 《荷塘清晓》
- 《瓜瓞绵绵》
- 《红艳凝香》
- 《飞香走红》
- 《霜天黄菊》
- 《秋花秋实》
- 《山鹃初放春归来》
- 《摘得黄菊舔芋香》
- 《独艳秋塘》
- 《紫玉光》
- 《年年依樣》等